# Левашово (станція)
Левашово (рос. Левашово) — товарно-пасажирська залізнична станція Виборзького напрямку Жовтневої залізниці. Розташована між станцією Парголово і платформою Пісочна, у селищі міського типу Левашово. Має 6 колій, 2 платформи, вокзал, надземний пішохідний перехід.
Електрифікована в 1951 році у складі дистанції Санкт-Петербург-Фінляндський — Зеленогорськ. Реконструйовано в 2000-х роках. На станції зупиняються всі електропоїзди, крім поїздів підвищеної комфортності. Від станції починаються лінії маршрутних таксі, що сполучають її з сел. Новосілки (Кар'єр).
Від станції відгалужується одноколійна залізнична лінія до міста Сертолово, що прямує через військову частину. Офіційна назва станції в Сертолово - «Левашово-2». Лінія побудована за нормативами під'їзних колій, використовується виключно для вантажного сполучення, пасажирські перевезення по ній неможливі.
| Попередня станція | Лінія | Лінія                  | Лінія | Наступна станція |
| ----------------- | ----- | ---------------------- | ----- | ---------------- |
| Парголово         |       | Виборзький напрямок ОЗ |       | Пісочна          |